# Hagge
Hagge är en tätort i Smedjebackens kommun, belägen vid sjön Haggen och Haggeån, omkring 10 km väster om Smedjebacken och 10 km öster om Ludvika.

## Historia
Hagge har vuxit upp kring det järnbruk som grundades på 1600-talet och som var i drift till 1910. Den stora herrgården revs på 1950-talet men på dess ägor har Hagge golfbana anlagts.

### Befolkningsutveckling
| Befolkningsutvecklingen i Hagge 1990–2020 | Befolkningsutvecklingen i Hagge 1990–2020 | Befolkningsutvecklingen i Hagge 1990–2020 | Befolkningsutvecklingen i Hagge 1990–2020 | Befolkningsutvecklingen i Hagge 1990–2020 |
| ----------------------------------------- | ----------------------------------------- | ----------------------------------------- | ----------------------------------------- | ----------------------------------------- |
|                                           |                                           |                                           |                                           |                                           |
| År                                        |                                           |                                           | Folkmängd                                 | Areal (ha)                                |
| 1990                                      | 1990                                      |                                           | 340                                       | 48#                                       |
| 1995                                      | 1995                                      |                                           | 398                                       | 48                                        |
| 2000                                      | 2000                                      |                                           | 388                                       | 48                                        |
| 2005                                      | 2005                                      |                                           | 382                                       | 51                                        |
| 2010                                      | 2010                                      |                                           | 342                                       | 50                                        |
| 2015                                      | 2015                                      |                                           | 297                                       | 46                                        |
| 2020                                      | 2020                                      |                                           | 288                                       | 46                                        |
| Anm.: Ny tätort 1995 # Som småort.        |                                           |                                           |                                           |                                           |

## Samhället
I Hagge finns förskola samt grundskola upp till och med årskurs 6.